# 豐華唱片
豐華唱片（Forward Music Co., Ltd.）是臺灣的一家唱片公司，1995年由原飛碟唱片經營班底成立，曾一手捧紅的歌手包括張雨生、張惠妹、阿福(鄧福如)、范逸臣、曾寶儀、卜學亮。1998年開始與千禧年代合作發行旗下歌手唱片。其後於2003年成立香港分公司，並買下日本波麗佳音的臺灣及香港、新加坡、馬來西亞分公司結束營業後旗下歌手的歌曲版權，2017年8月下旬，豐華唱片董事長張小燕表示因為公司長年虧損，加上其日漸年老，忍痛宣佈將豐華唱片出售，並於2017年9月1日生效；新任董事長為前金牌大風總經理暨神州娛樂董事黃家勤。
2018年8月9日，豐華唱片被重新收購後，原香港分公司重新命名為嘉音娛樂。

## 旗下藝人
| 男歌手 | 男歌手 | 男歌手 |
| ------ | ------ | ------ |
| 艾熱   | 卓義峰 | 楊培安 |
| 張庭瑚 | 張克帆 | 張宇   |
| 女歌手 |        |        |
| 孟庭葦 |        |        |

## 代理日本藝人
- w-inds.
- B'z
- aiko
- 中村雅俊
- 倉木麻衣
- 工藤靜香
- 藤田惠美
- 上戶彩
- 小松未步
- 藤木直人
- 中島美雪
- 早安家族
- BREAKERZ
- BOYFRIEND
- lead
- Sound Horizon
- 三森鈴子
- 竹達彩奈
- 內田真禮
- 久保百合花
- 下野紘

## 已解約／約滿藝人
- 張雨生
- 張惠妹
- 柯有倫
- 陶晶瑩
- 陳奕
- 張清芳
- 冰淇淋少女組
- 張芯瑜
- 鄧紫棋
- 方季韋
- 彭靖惠
- 蘇芮
- 黃舒駿
- 林志穎
- 邵大倫
- 歐陽菲菲
- Sunday Girls
- 鄭智化
- TOKYO D.
- 周海媚
- 張震
- 施易男
- 黃磊
- 曾寶儀
- 伍思凱
- 夏宇童
- 陳仁丰
- 同恩
- 雅立
- 旺福
- 夢飛船：劉晉旭、林倛玉、蘇智誠
- 阿妹妹：張惠春、陳秋琳
- 大囍門
- 周葆元
- 熊美玲
- 沈芳如
- 紳士合唱團
- Why Not
- 楊軒（祝鏘博）
- 盛噶仁波切
- Sweety
- MODS
- 林子良
- 陸正希
- 陳思瑋
- 陳苡萊
- 趙詠華
- 張嘉倪
- 路嘉欣
- 王艷薇
- 徐詣帆
- 費翔
- 姜育恆
- 顏力妃
- 鄧福如
- 大小姐
- 左左右右
- 殷悅
- 范逸臣
- 酷愛樂團
- 黃子佼
- 卜學亮
- 田亞霍
- 陳大天
- 郭蘅祈

## 外部連結
- 豐華唱片 官方網站（页面存档备份，存于）
- 豐華唱片的Facebook專頁
- 豐華唱片的新浪微博
- YouTube上的豐華唱片頻道